# 内閣書記官長
内閣書記官長（ないかくしょきかんちょう）は、戦前の日本において内閣に置かれた官職。内閣官房長官の前身であるが、戦後の連合国軍最高司令官総司令部（GHQ）の占領統治下で内閣官房長官が設けられ、政治家が就くことになったため、官僚には内閣官房副長官のポストが与えられることになった経緯がある。このため、機能的には事務担当の内閣官房副長官が、内閣書記官長の役割を継承している。戦前の官僚機構のトップであり、旧内務省出身者が就くことが多かったが、政党内閣期には時の内閣総理大臣の腹心とも言われた重要な政党人が就任した例も少なくない（三土忠造、鳩山一郎、森恪など）。俗称「翰長」（かんちょう）。

## 歴史
内閣書記官長の官職創設は内閣制度の発足よりも古く、太政官内での大臣・参議の会合を「内閣」と称していた時代の明治12年（1879年）3月に太政官達によって初めて設置された。ただし、書記官長は非常設の役職であった。明治17年（1884年）に勅任官と定められ、明治18年（1885年）、内閣制度の創設と共に内閣の下に置かれる正式の常設職となり、太政官制での最後の書記官長にあたる田中光顕が第1次伊藤内閣の書記官長に任命された。
明治23年（1890年）、内閣所属職員官制の公布により、内閣に所属し内閣総理大臣の命を受ける勅任の官職として内閣書記官長の設置が規定された。同官制により、内閣書記官長は内閣の機密の文書を管掌し、閣内の庶務を統理するものと定められ、判任官以下の内閣人事を司った。また書記官長の下には現在の内閣官房の前身である内閣書記官室（大正13年（1924年）に内閣官房と改称）が置かれた。
第二次世界大戦後、第1次吉田内閣に仕えた林讓治のときに、日本国憲法及び内閣法の施行にともない、内閣書記官長は内閣官房長官と改称されたが、内閣官房長官は政治家が就くポストとなったため、代わりに官僚には内閣官房副長官のポストが与えられた。副長官には戦前からの慣習により旧内務省出身者が多くを占めた。

## 地位と権限
内閣書記官長の身分は勅任官で、大臣等の親任官よりは地位が低く、各省次官などと同じである。しかし、総理による自由任用が認められ、各省大臣と同じように内閣総理大臣と進退をともにし、「内閣の大番頭」と呼ばれるように枢要にある官職とみなされていた。
内閣所属職員の長としての書記官長は当初から官吏より下位の身分である属以下の内閣所属職員の任命権を有し、さらに、のちには官吏である判任官以下の職員の進退を専行するものとされた。
また、書記官長に直属する内閣書記官室（のちに内閣官房）以外の内閣所属各局に対しては各局の局長に対する指揮権を有した。この指揮権はのちに命令権に改められている。
権限は漸次強化されて、政党内閣期にその重要性は頂点に達し、有力な政党人の就任が続いたが、1930年代になると官僚の力が強まり、相対的にその地位は低くなっていったとされる。対照的に存在感を増していったのが、内閣調査局長官、及びそれを前身の一つとする企画院総裁であった。
戦前期には法制局長官・企画院総裁とともに「内閣三長官」と称された。

## 職務を規定する条文
明治12年太政官達第14号
太政官中内閣書記官ヲ被置官等左ノ通被定候条此旨候達相事（明治12年3月10日発布）
内閣所属職員官制（明治22年勅令第140号）
第三条 書記官長ハ命ヲ内閣総理大臣ニ承ケ機密ノ文書ヲ管掌シ閣内ノ庶務ヲ統理シ及属以下ノ任免ヲ専行ス
内閣所属職員官制（明治26年勅令第119号、明治31年勅令第255号も同文）
第二条 書記官長ハ内閣総理大臣ノ命ヲ承ケ機密文書ヲ管掌シ内閣ノ庶務ヲ統理シ及判任官以下ノ進退ヲ専行ス
内閣所属部局及職員官制（大正13年勅令第307号）
第九条 書記官長ハ内閣総理大臣ヲ佐ケ機密文書ヲ管掌シ内閣ノ庶務ヲ統理シ所部ノ職員ヲ監督シ判任官以下ノ進退ヲ専行ス

## 歴代の内閣書記官長

### 内閣制度以前
| 代 | 氏名     | 在職期間                       |
| -- | -------- | ------------------------------ |
| 1  | 中村弘毅 | 1879年3月12日 ‐ 1880年4月10日  |
| -  | （欠員） | 1880年4月10日 - 1882年1月28日  |
| 2  | 井上毅   | 1882年1月28日 ‐ 1883年7月16日  |
| -  | （欠員） | 1883年7月16日 - 1884年12月16日 |
| 3  | 土方久元 | 1884年12月16日 ‐ 1885年7月29日 |
| 4  | 田中光顕 | 1885年7月29日 ‐ 1885年12月22日 |

### 内閣制度以降
| 代 | 氏名       | 内閣            | 在職期間                       | 出身             |
| -- | ---------- | --------------- | ------------------------------ | ---------------- |
| 1  | 田中光顕   | 第1次伊藤内閣   | 1885年12月22日 ‐ 1888年4月30日 |                  |
| 2  | 小牧昌業   | 黒田内閣        | 1888年5月28日 ‐ 1889年12月24日 |                  |
| 3  | 周布公平   | 第1次山縣内閣   | 1889年12月26日 ‐ 1891年6月15日 |                  |
| 4  | 平山成信   | 第1次松方内閣   | 1891年6月16日 ‐ 1892年8月8日   |                  |
| 5  | 伊東巳代治 | 第2次伊藤内閣   | 1892年8月8日 ‐ 1896年9月20日   |                  |
| 6  | 高橋健三   | 第2次松方内閣   | 1896年9月20日 ‐ 1897年10月8日  |                  |
| 7  | 平山成信   | 第2次松方内閣   | 1897年10月8日 ‐ 1898年1月12日  |                  |
| 8  | 鮫島武之助 | 第3次伊藤内閣   | 1898年1月12日 ‐ 1898年6月30日  | 貴族院           |
| 9  | 武富時敏   | 第1次大隈内閣   | 1898年7月7日 ‐ 1898年11月8日   |                  |
| 10 | 安廣伴一郎 | 第2次山縣内閣   | 1898年11月8日 ‐ 1900年10月19日 |                  |
| 11 | 鮫島武之助 | 第4次伊藤内閣   | 1900年10月19日 ‐ 1901年6月2日  |                  |
| 12 | 柴田家門   | 第1次桂内閣     | 1901年6月2日 ‐ 1906年1月7日    |                  |
| 13 | 石渡敏一   | 第1次西園寺内閣 | 1906年1月7日 ‐ 1908年1月4日    |                  |
| 14 | 南弘       | 第1次西園寺内閣 | 1908年1月4日 ‐ 1908年7月14日   | 内務省           |
| 15 | 柴田家門   | 第2次桂内閣     | 1908年7月14日 ‐ 1911年8月30日  |                  |
| 16 | 南弘       | 第2次西園寺内閣 | 1911年8月30日 ‐ 1912年12月21日 |                  |
| 17 | 江木翼     | 第3次桂内閣     | 1912年12月21日 ‐ 1913年2月20日 |                  |
| 18 | 山之内一次 | 第1次山本内閣   | 1913年2月20日 ‐ 1914年4月16日  |                  |
| 19 | 江木翼     | 第2次大隈内閣   | 1914年4月16日 ‐ 1916年10月9日  |                  |
| 20 | 児玉秀雄   | 寺内内閣        | 1916年10月9日 ‐ 1918年9月29日  |                  |
| 21 | 高橋光威   | 原内閣          | 1918年9月29日 ‐ 1921年11月13日 | 立憲政友会       |
| 22 | 三土忠造   | 高橋内閣        | 1921年11月24日 ‐ 1922年6月12日 | 立憲政友会       |
| 23 | 宮田光雄   | 加藤友三郎内閣  | 1922年6月12日 ‐ 1923年9月2日   | 貴族院庚申倶楽部 |
| 24 | 樺山資英   | 第2次山本内閣   | 1923年9月2日 ‐ 1924年1月7日    |                  |
| 25 | 小橋一太   | 清浦内閣        | 1924年1月7日 ‐ 1924年6月11日   | 政友本党         |
| 26 | 江木翼     | 加藤高明内閣    | 1924年6月11日 ‐ 1925年8月2日   |                  |
| 27 | 塚本清治   | 第1次若槻内閣   | 1925年8月2日 ‐ 1927年4月20日   |                  |
| 28 | 鳩山一郎   | 田中義一内閣    | 1927年4月20日 ‐ 1929年7月2日   | 立憲政友会       |
| 29 | 鈴木富士彌 | 濱口内閣        | 1929年7月2日 ‐ 1931年4月14日   | 立憲民政党       |
| 30 | 川崎卓吉   | 第2次若槻内閣   | 1931年4月14日 ‐ 1931年12月13日 |                  |
| 31 | 森恪       | 犬養内閣        | 1931年12月13日 ‐ 1932年5月26日 | 立憲政友会       |
| 32 | 柴田善三郎 | 齋藤内閣        | 1932年5月26日 ‐ 1933年3月13日  | 内務省           |
| 33 | 堀切善次郎 | 齋藤内閣        | 1933年3月13日 ‐ 1934年7月8日   | 内務省           |
| 34 | 河田烈     | 岡田内閣        | 1934年7月8日 ‐ 1934年10月20日  | 大蔵省           |
| 35 | 吉田茂     | 岡田内閣        | 1934年10月20日 ‐ 1935年5月11日 | 内務省           |
| 36 | 白根竹介   | 岡田内閣        | 1935年5月11日 ‐ 1936年3月9日   | 内務省           |
| 37 | 藤沼庄平   | 廣田内閣        | 1936年3月10日 ‐ 1937年2月2日   | 内務省           |
| 38 | 大橋八郎   | 林内閣          | 1937年2月2日 ‐ 1937年6月4日    | 逓信省           |
| 39 | 風見章     | 第1次近衛内閣   | 1937年6月4日 ‐ 1939年1月4日    |                  |
| 40 | 田邊治通   | 平沼内閣        | 1939年1月5日 ‐ 1939年4月7日    | 逓信省           |
| 41 | 太田耕造   | 平沼内閣        | 1939年4月7日 ‐ 1939年8月30日   |                  |
| 42 | 遠藤柳作   | 阿部内閣        | 1939年8月30日 ‐ 1940年1月16日  |                  |
| 43 | 石渡荘太郎 | 米内内閣        | 1940年1月16日 ‐ 1940年7月22日  | 大蔵省           |
| 44 | 富田健治   | 第2次近衛内閣   | 1940年7月22日 ‐ 1941年10月18日 | 内務省           |
| 45 | 富田健治   | 第3次近衛内閣   | 1940年7月22日 ‐ 1941年10月18日 | 内務省           |
| 46 | 星野直樹   | 東條内閣        | 1941年10月18日 ‐ 1944年7月22日 | 大蔵省           |
| 47 | 三浦一雄   | 小磯内閣        | 1944年7月22日 ‐ 1944年7月29日  | 農林省           |
| 48 | 田中武雄   | 小磯内閣        | 1944年7月29日 ‐ 1945年2月10日  | 内務省           |
| 49 | 広瀬久忠   | 小磯内閣        | 1945年2月10日 ‐ 1945年2月21日  | 内務省           |
| 50 | 石渡荘太郎 | 小磯内閣        | 1945年2月21日 ‐ 1945年4月7日   | 大蔵省           |
| 51 | 迫水久常   | 鈴木貫太郎内閣  | 1945年4月7日 ‐ 1945年8月17日   | 大蔵省           |
| 52 | 緒方竹虎   | 東久邇宮内閣    | 1945年8月17日 ‐ 1945年10月5日  | 貴族院無所属     |
| 53 | 次田大三郎 | 幣原内閣        | 1945年10月9日 ‐ 1946年1月13日  | 貴族院同成会     |
| 54 | 楢橋渡     | 幣原内閣        | 1946年1月13日 ‐ 1946年5月22日  | 衆議院無所属     |
| 55 | 林讓治     | 第1次吉田内閣   | 1946年5月29日 ‐ 1947年5月3日   | 自由党           |